# 愛の群像
愛の群像（あいのぐんぞう）（原題は「私たちは本当に愛したのだろうか」の意）は、1999年1月27日から6月25日にかけて大韓民国のMBCで放送されたテレビドラマ。
全44回。日本ではスカイパーフェクTV!やBS-iなどで放送。ペ・ヨンジュン主演。

## 登場人物

### 主要人物
カン・ジェホ
演 - ペ・ヨンジュン
大学の経済学科3年。水産市場で働く苦学生。
イ・シニョン
演 - キム・ヘス
大学の心理学科講師。中産階級の娘。
ソン・ギルチン
演 - イ・ジェリョン
大学の経済学科教授。後輩のシニョンを愛する。
チョ・ヒョンス
演 - ユン・ソナ
大学3年。裕福な娘。

### ジェホの周辺人物
パク・ソック
演 - パク・サンミン
ジェホの親友。
カン・ジェヨン
演 - イ・ナヨン
ジェホの妹。ソックに恋する。
チョン・ジンスク
演 - キム・ヨンエ
ジェホの叔母。バーの「ママ」。
シン・シンジャ
演 - ナ・ムニ
ジンスクの元恋人だったヨンイルの姉。
コ・ミソン
演 - キム・ヨンミ
シンジャの娘。高校生。成績不良。ソックに恋する。
ヨ・インスク
演 - ヤン・ヒギョン
ダルゴンの妻。ジンスクの親戚。
ソ・ダルゴン
演 - イ・ゲイン
インスクの夫。タクシー運転手。
ヨンイル
演 - ヒョン・ソク
ジンスクの元恋人。
チョン・ジンスン
演 - キム・ヘスク
ジェホとジェヨンを捨てた母。

### シニョンの家族
イ・ビョングク
演 - チュヒョン
シニョンの父。会社員。
チェ・ヘジャ
演 - ユン・ヨジョン
シニョンの母。

## スタッフ
- 脚本：ノ・ヒギョン
- 監督：パク･ジョン

## CD・DVD・ビデオ

### CD
- 愛の群像OST （韓国盤）全12曲
- 愛の群像 オリジナルサウンドトラック（日本盤）全11曲（日本語対訳付）

### DVD
- 愛の群像DVD-BOX1
- 愛の群像DVD-BOX2

販売元：マクザム

### ビデオ
- 愛の群像ビデオ(1)～(15)全15巻（日本語字幕）

## 関連商品
- 愛の群像(上)(中)(下)3巻 韓国TVドラマノベライズ
- 愛の群像 シナリオPHOTO BOOK